# Józefa Majchrowicz
Józefa Majchrowicz z domu Prawowska, znana też jako Józefa Prawowska-Majchrowicz (ur. 25 maja 1884 w Oszczepalinie, zm. 16 kwietnia 1959 we Włocławku) – polska malarka i nauczycielka.

## Życiorys
Była córką Józefa Prawowskiego (ur. ok. 1843) i Wiktorii Marii z Jeżewskich (1846-1924). Pochodziła z rodziny o tradycjach patriotycznych. W 1887 r. jej ojciec był kupcem w sklepie w Adamowie, zaś w 1893 r. mieszkali w Roskoszy (ob. dzielnicy Siedlec).
Ukończyła gimnazjum w Petersburgu. Następnie wyjechała do Warszawy, gdzie w latach 1906–07 uczęszczała na zajęcia w szkole artystycznej Adolfa Conti. Równolegle pobierała lekcje rysunku u Mariana Wawrzenieckiego. W roku akademickim 1912/13 studiowała w Szkole Sztuk Pięknych w Warszawie. W 1914 roku powróciła do Petersburga, gdzie przez rok pobierała nauki w pracowni malarza Jana Ciąglińskiego w Wyższej Szkole Artystycznej przy Akademii Sztuk Pięknych.
W czasie I wojny światowej Prawowska zaangażowała się w pomoc polskim żołnierzom i jeńcom. Prowadziła też zajęcia z j. polskiego. W tym czasie jej brat Stefan Prawowski (1893–1940) brał udział w walkach, najpierw jako żołnierz I Korpusu Polskiego w Rosji, a następnie Polskiej Organizacji Wojskowej. Na przełomie 1918/19 r. wziął udział w powstaniu wielkopolskim.
W jednym z rosyjskich obozów jenieckich Prawowska poznała Władysława Majchrowicza, któremu pomogła uciec w kobiecym przebraniu. Prawowska i Majchrowicz pobrali się. 
Ok. 1920 roku Majchrowicz przyjechała do Włocławka, gdzie zamieszkała u swojej siostry na ul. Kilińskiego 8. Później mieszkała przy ul. Kilińskiego 13. Ok. 1930 sportretowała salon swojego mieszkania. 15 marca 1922 r. urodziła córkę Zofię Wiktorię (1922–2006). Wkrótce potem jej małżeństwo z Majchrowiczem rozeszło się, a Józefa musiała samotnie wychowywać córkę. W konsekwencji musiała zrezygnować z wyjazdu na studia malarskie do Paryża, na które otrzymała już stypendium.
We Włocławku Majchrowicz podjęła się pracy nauczycielki. Do 1934 roku pracowała we wszystkich gimnazjach działających we Włocławku w okresie dwudziestolecia międzywojennego, tj.: w Gimnazjum Janiny Steinbokówny; Gimnazjum Aleksandry, a następnie Władysławy Aspis; Gimnazjum Ziemi Kujawskiej; Szkole Handlowej; Gimnazjum im. ks. Jana Długosza oraz Gimnazjum im. Marii Konopnickiej, prowadzonym przez Zofię Degen-Ślósarską.
W roku szkolnym 1934/35 Zofia Degen wdrożyła w swoim gimnazjum reformę Jędrzejewicza, w konsekwencji której część nauczycieli gimnazjum musiało się przenieść do szkół podstawowych. Majchrowicz wyprowadziła się z Włocławka, pozostawiając dopiero co wybudowany dom przy ul. Chmielnej. W kolejnych latach pracowała jako nauczycielka rysunku i robót ręcznych w Mławie, Ostrzeszowie, Ostrowcu Świętokrzyskim i w Płocku. W czasie II wojny światowej przebywała w Warszawie, gdzie trudniła się szyciem. W 1940 roku jej brat Stefan padł ofiarą zbrodni katyńskiej. W wyniku powstania warszawskiego Majchrowicz straciła cały swój dobytek, włącznie z obrazami i szkicami. Po upadku powstania wyjechała do Opoczna. Później pracowała w Ostrowcu.

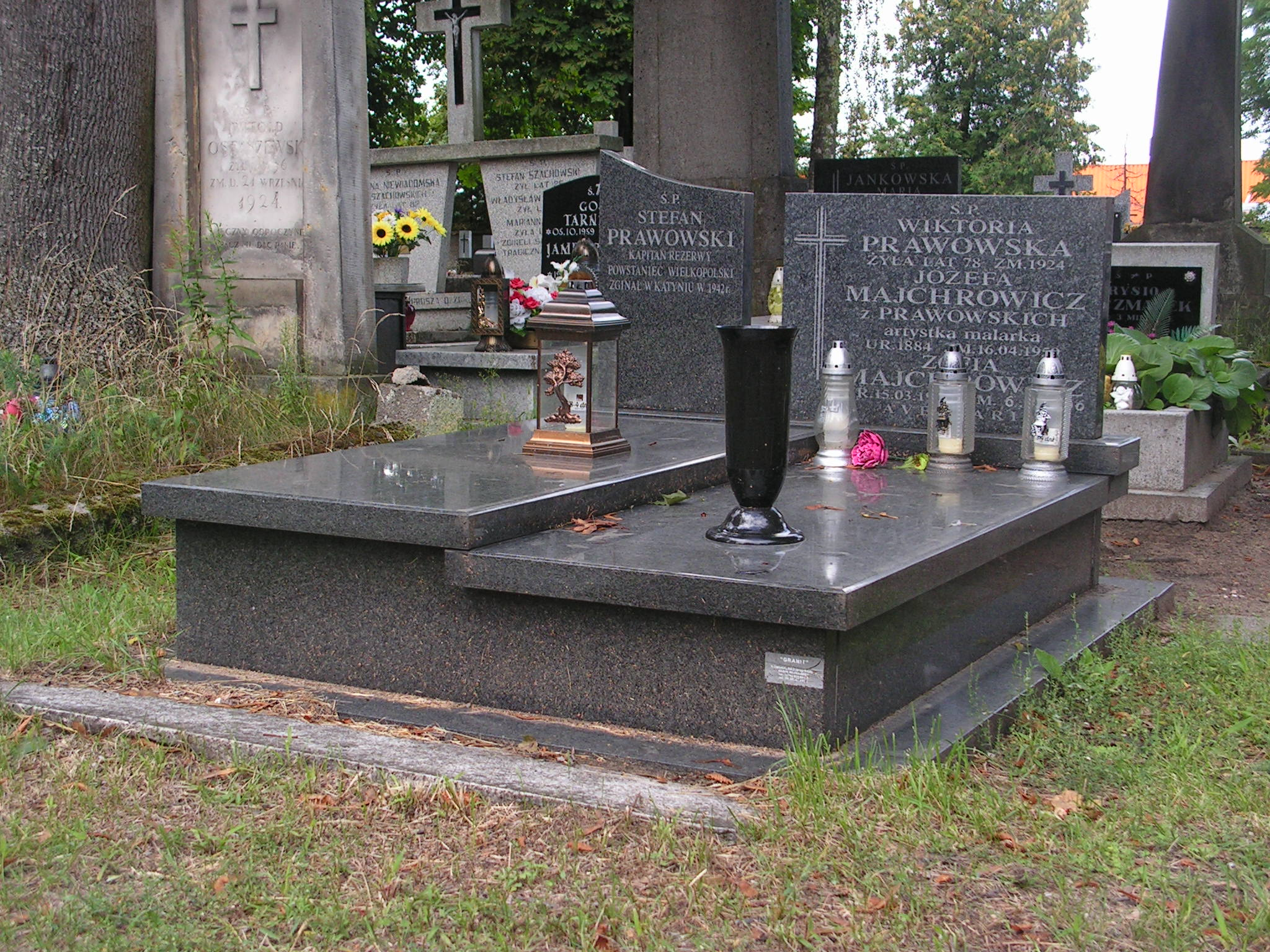
Grób rodziny Majchrowicz i Prawowskich na cmentarzu komunalnym we Włocławku

Po wojnie powróciła do Włocławka, gdzie w latach 1945–49 pracowała w Studium Nauczycielskim przy Placu Staszica. W 1949 roku przeszła na emeryturę. W tym samym roku wstąpiła do Polskiej Zjednoczonej Partii Robotniczej. Po przejściu na emeryturę poświęciła się karierze malarskiej.
Zmarła 16 kwietnia 1959 roku. Spoczywa w kw. 22/1/32 Cmentarza Komunalnego we Włocławku, wraz z matką i córką. Na jej grobie umieszczono symboliczną płytę pamięci jej brata Stefana.

## Kariera malarska
Prawowska-Majchrowicz malowała głównie martwe natury, portrety i sceny rodzajowe z dziećmi. Uwieczniała przypadkowo poznane osoby o ciekawej fizjonomii. Z powodu problemów finansowych często była zmuszona tworzyć na sklejkach, kartonie lub papierze. Swoją pracownię urządziła na strychu domu przy ul. Chmielnej 4a we Włocławku. Dom zbudowała w 1934 r. z własnych środków.
Obecnie jej prace znajdują się w zbiorach Muzeum Ziemi Kujawskiej i Dobrzyńskiej we Włocławku oraz w zbiorach prywatnych B. Trzaskowskiej w Poznaniu i Warszawie.

### Wystawy
Po raz pierwszy wystawiła swoje prace na wystawie ogólnej w Towarzystwie Zachęty Sztuk Pięknych w Warszawie w 1929 roku. Były to trzy obrazy olejne pt. Owoce I, Owoce II i Boules-de-neige. W 1930 r. wystawiła tamże dzieła Polne kwiaty i Martwa natura. W tym samym roku wzięła udział w wystawie zbiorowej artystów włocławskich na Wystawie Regionalnej w Ciechocinku. W 1931 r. wystawiła 15 obrazów na wystawie zbiorowej podczas I Wystawy Towarzystwa Przyjaciół Sztuk Pięknych we Włocławku. Oprócz martwych natur, zaprezentowała też portrety i krajobrazy Włocławka. W 1932 r. pokazała kolejnych 7 prac na wystawie TPSP w Państwowym Gimnazjum Techniznym. W następnym roku wystawiała swoje obrazy w Muzeum Ziemi Kujawskiej we Włocławku. Swoje prace wystawiała pod panieńskim nazwiskiem Prawowska.
Wyjazd z Włocławka, częste zmiany miejsca zamieszkania, a następnie wojna i utrata majątku w powstaniu spowodowały, że Majchrowicz nie wzięła udziału w żadnej wystawie przez kolejnych 11 lat.
W maju 1945 roku wzięła udział w pierwszej powojennej wystawie sztuki w Domu Kultury przy ul. Kilińskiego we Włocławku. W tym samym roku została przyjęta do Związku Polskich Artystów Plastyków. W 1951 r. zaprezentowała swoje prace na wystawie zbiorowej artystów regionu w Muzeum Kujawskim. Od 1952 r. była członkinią Grupy Kujawskiej. Brała udział w wystawach zbiorowych grupy w latach 1952, 1953, 1955, 1956 i 1959 we Włocławku oraz w 1954 r. w Radomiu i Bydgoszczy. W 1953 r. została sportretowana przez inną włocławską malarkę, Henrykę Królikowską.
Począwszy od początku XX wieku, prace Majchrowicz prezentowane są w gmachu Zbiorów Sztuki, filii MZKiD we Włocławku. Po raz pierwszy pokazano je w ramach wystawy Plastyka włocławska okresu dwudziestolecia międzywojennego. W 2005 r. były częścią wystawy Martwa natura. W 2007 r. pokazano je w ramach wystawy malarstwa dziecięcego Dziecko i jego świat, na którą sprowadzono dzieła malarzy przełomu XIX i XX wieku z całej Polski. W 2016 r. prace Majchrowicz pokazano na wystawie Początki. Stąd wyszliśmy – Grupa Kujawska 1952–1976 z okazji 40. rocznicy powstania Galerii Sztuki Współczesnej we Włocławku. Na przełomie 2019 i 2020 r. były częścią wystawy Włocławski Alfabet Sztuki. Plastyka włocławska II poł. XX w. ze zbiorów MZKiD tamże. Począwszy od 2007 r. jej postać jest upamiętniana w ramach corocznych Zaduszek plastycznych, organizowanych w gmachu Zbiorów Sztuki MZKiD.